# Autoindefinits
Autoindefinits és un programa d'esquetxos que es va emetre en Canal Nou, TV3 i IB3, al llarg de nou temporades des del 4 d'abril de 2005 fins al 13 de març de 2008. Els episodis, d'una mitja hora de durada, comptaven amb una mitjana de 25 esquetxos cadascun, que van fer un total aproximat de 4.500 esquetxos creats en quatre anys. Va arribar a assolir el 30 % de quota de pantalla.
Va ser creat per la companyia de teatre Albena Teatre juntament amb la producció de Conta Conta Productions, sota la direcció de Carles Alberola, César Martí, Ramon Moreno. En el programa es tracta amb molt d'humor la rutina de cada dia als carrers de València, com ara agafar un taxi a l'aeroport, o agafar el metro; molts gags s'han fet en una reproducció exacta d'un vagó de metro de la FGV, i Ferrocarrils de la Generalitat Valenciana, un dels col·laboradors del programa.
El programa va ser emès per Canal 9 i Canal Nou Dos (País Valencià), per TV3 (Catalunya) i per IB3 (Illes Balears). Però aquest èxit no es va quedar en els territoris de parla catalana, sinó que fins i tot va passat fronteres i es va poder visionar en Alemanya, Àustria i Rússia, entre altres països de l'Europa de l'Est, fet que va suposar la primera venda fora d'Espanya i Andorra.
El repartiment estava format per set actors de la companyia Albena Teatre (Noelia Pérez, Alfred Picó, Sergi Caballero, Rebeca Valls, Cristina García, Albert Forner i Carles Alberola), a més de Toni Agustí, Héctor Fuster, Vanessa Cano, Carles Sanjaime, Núria García, Xavo Giménez, Pepa Sarrió, Juli Cantó, Pepa Miralles, Jaume Pujol i Juli Disla.